# Con Cuông
Con Cuông là một huyện miền núi cũ thuộc tỉnh Nghệ An, Việt Nam.

## Địa lý

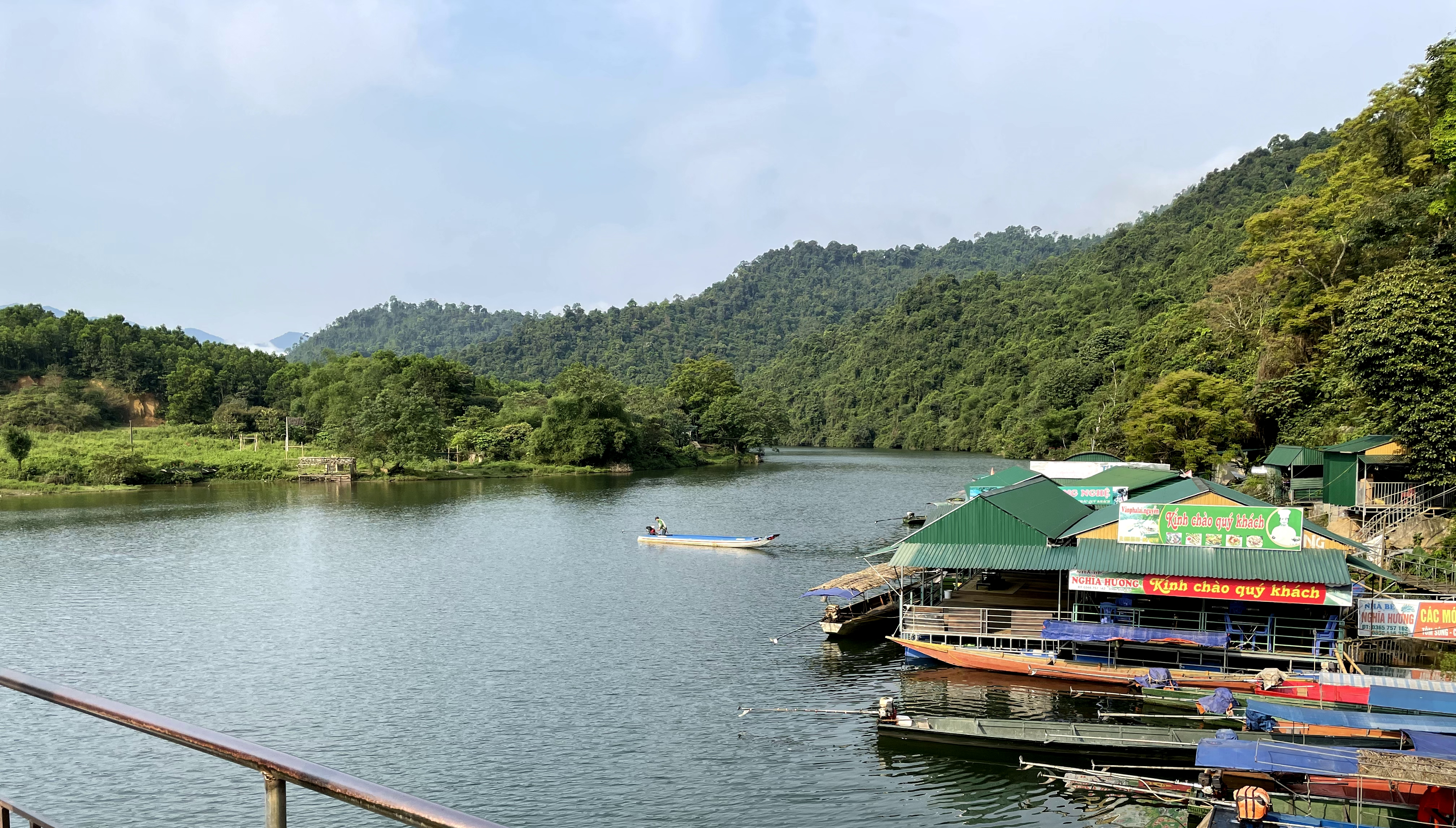
Sông Giăng trong KDL sinh thái Pha Lài, nằm trong vườn quốc gia Pù Mát

Huyện Con Cuông nằm ở phía tây tỉnh Nghệ An, cách thành phố Vinh 120 km về phía tây bắc, cách cửa khẩu Nậm Cắn (huyện Kỳ Sơn) 120 km, có 27 km, có vị trí địa lý: 
- Phía đông nam giáp huyện Anh Sơn
- Phía đông bắc giáp huyện Quỳ Hợp và Tân Kỳ
- Phía tây bắc giáp huyện Tương Dương
- Phía tây nam giáp Lào với đường biên giới dài 61,8 km.

Theo thống kê năm 2019, huyện có diện tích 1.680,2 km², dân số là 77.830 người, mật độ dân số đạt 46 người/km².
Là huyện vùng cao, lợi thế về vị trí và điều kiện thuận lợi để phát triển nông-lâm nghiệp và du lịch, thương mại. Đây là huyện được UNESCO đưa vào danh sách các địa danh thuộc Khu dự trữ sinh quyển miền tây Nghệ An và Con Cuông là lõi của khu dự trữ, với trung tâm là vườn quốc gia Pù Mát.

### Tài nguyên thiên nhiên
Huyện có nhiều sông suối nhỏ rải rác như Khe Mọi, Khe Choăng, Khe Thơi, sông Giăng,... phân bố rộng khắp trên địa bàn. Thực vật đã phát hiện 986 loài, trong đó 44 loài được ghi vào "Sách Đỏ Việt Nam". Với độ tán che trên 70%, rừng Con Cuông có gần 12 triệu m³ gỗ, trên 140 triệu cây nứa, mét và nhiều loại gỗ quý như Pơ Mu, Sa Mu, Trầm, Lát hoa, Kiền kiền. Động vật gồm 64 loài có vú, 137 loài chim, 25 loài lưỡng cư, 45 loài cá với nhiều loài được coi là thú quý như: voọc, vượn đen má trắng, hổ, bò tót,... Đặc biệt, Sao La là loài động quý hiếm ở vùng nhiệt đới. Phong phú về loại hình rừng, thảm động thực vật cùng với các danh thắng, di tích như: thác Khe Kèm, thác Bổ Bố (Vải trắng),... và nhất là 67 nghìn ha rừng thuộc Vườn quốc gia Pù Mát, hơn 6 nghìn ha thuộc khu bảo tồn thiên nhiên Pù Huống đã tạo cho Con Cuông nhiều tiềm năng du lịch, có sức hấp dẫn du khách trong và ngoài nước,...
Ngoài thế mạnh trên, huyện còn có nhiều tài nguyên khoáng sản như đá đen, đá trắng, chì, vàng, sa khoáng,.... Đáng chú ý có một số mỏ đá lớn như mỏ đá hoa Lèn 2/9 tại thị trấn Con Cuông với trữ lượng 4,5 triệu m³, mỏ đá hoa Làng Pha, thuộc xã Yên Khê có trữ lượng 170 triệu m³, mỏ đá vôi đen Tân Lập có trữ lượng 1,33 triệu m³,...

## Lịch sử
Theo các nhà khảo cổ học, sau khi nghiên cứu 1.096 mảnh tước và một số vỏ ốc thu được ở xã Yên Khê cho thấy, con người đã có mặt ở Con Cuông hơn 1 vạn năm trước.
Dân gian có cách giải thích về tên gọi Con Cuông khá thú vị. Xưa kia, khúc sông Cả (sông Lam) chảy qua nơi này dần tụ thành một khu đất. Chiều chiều, đàn công ở các làng, bản thường tụ tập về nhảy múa. Vì vậy, người dân gọi vùng đất này là Con Công. Lâu ngày, tên gọi bị biến âm thành Con Cuông.
Xưa kia, Con Cuông được biết đến với "Núi chẳng cao, nước cũng chẳng sâu; Tranh sơn thủy một màu ai khéo vẽ" như câu thơ khắc hoạ của Cử nhân Nguyễn Tạo; bởi địa danh Trà Lân sôi sục "trúc chẻ tro bay" của Bình Ngô đại cáo,... Ngày nay, huyện Con Cuông được biết đến với 67.233 ha rừng thuộc Vườn quốc gia Pù Mát, với thác Kèm và 44 loại cây ghi trong "sách đỏ của Việt Nam",... cùng các mô hình kinh tế nông.
Đến Thời Bắc thuộc, vùng đất này thuộc quận Nhật Nam.
Năm 1041, Uy Minh Vương Lý Nhật Quang, con trai thứ tám của Lý Thái Tổ được cử là Tri châu Nghệ An. Ông đã bỏ ra nhiều tâm huyết và công sức để khai phá đất hoang, mở rộng bờ cõi quốc gia Đại Việt. Sau 16 năm bám trụ trên mảnh đất này, Lý Nhật Quang mở thêm 5 châu, 22 trại, 56 sách, trong đó có đất Cự Đồn là Con Cuông ngày nay.
Theo Đại Việt Sử ký toàn thư của Ngô Sĩ Liên, thế kỷ XIII, Con Cuông có tên là Nam Nhung, Kiềm Châu, sau đó đổi là Mật Châu.
Năm 1406, nhà Minh xâm chiếm và đổi nước ta thành quận Giao Chỉ và cũng đổi Mật Châu thành Trà Long rồi Trà Thanh. Nhà Lê gọi là phủ Trà Lân. Nguyễn Trãi trong Bình Ngô đại cáo đã nhắc đến địa danh này: Miền Trà Lân trúc chẻ tro bay.
Năm Minh Mạng thứ 2 (năm 1822), nhà Nguyễn đổi tên phủ Trà Lân thành phủ Tương Dương gồm 4 huyện Tương Dương, Vĩnh Hoà, Hội Nguyên và Kỳ Sơn.
Sau Cách mạng tháng 8 năm 1945, huyện Tương Dương được chia thành hai huyện Tương Dương và Con Cuông. Khi mới thành lập, huyện Con Cuông bao gồm 6 xã: Môn Sơn, Lục Dạ, Chính Yên, Châu Khê, Mậu Thạch, Cam Phục.
Đến năm 1958, xã Chính Yên tách thành 2 xã: Bồng Khê và Yên Khê. Xã Mậu Thạch tách thành 2 xã: Mậu Đức và Thạch Ngàn.
Ngày 27 tháng 2 năm 1961, chia xã Châu Khê thành 3 xã: Chi Khê, Châu Khê và Lạng Khê.
Ngày 5 tháng 7 năm 1963, chuyển xã Bình Chuẩn của huyện Tương Dương về huyện Con Cuông quản lý; chia xã Mậu Thạch thành 2 xã: Mậu Đức và Thạch Ngàn; chia xã Cam Phục thành 2 xã: Cam Lâm và Đôn Phục; sáp nhập chòm Muỗng và Bỏi thuộc xã Đôn Phục vào xã Mậu Đức; sáp nhập chòm Hua Nà thuộc xã Môn Sơn vào xã Lục Dạ.
Ngày 1 tháng 3 năm 1988, tách các xóm Đồng Tiến, Tân Yên, Tân Tiến, Việt Tiến của xã Bồng Khê để thành lập thị trấn Con Cuông.
Ngày 1 tháng 12 năm 2024, hợp nhất thị trấn Con Cuông và xã Bồng Khê cùng với một phần xã Chi Khê thành thị trấn Trà Lân.
Sau nhiều lần sáp nhập chia tách, đến nay có 12 xã và 1 thị trấn.

## Hành chính
Huyện Con Cuông có 12 đơn vị hành chính cấp xã trực thuộc, gồm 1 thị trấn Trà Lân (huyện lỵ) và 11 xã: Bình Chuẩn, Cam Lâm, Châu Khê, Chi Khê, Đôn Phục, Lạng Khê, Lục Dạ, Mậu Đức, Môn Sơn, Thạch Ngàn, Yên Khê.

## Kinh tế
Bằng việc khai thác rừng hợp lý và hiệu quả, triển khai trồng nhiều loại cây lâm nghiệp khác như: bồ đề, keo tràm, vạng, giàng giàng, trám,... đạt gần 1 nghìn ha/năm.
Nghề nông chuyển biến rõ nét. Khai thác quỹ đất chưa sử dụng còn khá lớn, nhân dân tích cực khai hoang, phục hoá nâng diện tích đất nông nghiệp
Chăn nuôi chất lượng và quy mô các đàn gia súc, gia cầm được nâng cao nhờ những thay đổi trong phương thức chăm sóc.
Thương mại - dịch vụ trong cơ cấu kinh tế huyện không cao, nhưng lại là ngành có bứt phá lớn. Mạng lưới chợ phát triển khá mạnh, các khu chợ nhỏ lẻ, huyện đã hình thành một số trung tâm thương mại, dịch vụ đầu mối với hàng trăm hộ kinh doanh các mặt hàng khác nhau như chợ ở thị trấn, chợ ở các xã Môn Sơn, Châu Khê, Mậu Đức, cung cấp hàng hoá cho cả trong và ngoài huyện.
Lâm nghiệp và các loại hình dịch vụ xe tải, xe khách,... Từ xuất phát điểm thấp, Con Cuông vươn lên mạnh mẽ, một sức sống mới đang tràn khắp núi rừng nơi đây.
Sự chuyển biến về kinh tế làm thay đổi căn bản đời sống nhân dân. Cơ sở hạ tầng như điện, đường, trường, trạm,... đang cải thiện. Nhờ nằm trong vùng quy hoạch Khu du lịch Vườn quốc gia Pù Mát nên mạng lưới giao thông huyện nhanh chóng được nâng cấp. Tính đến hết năm 2003, toàn huyện có 253 km đường các loại, trong đó có trên 20 km trải nhựa, bê tông.

## Văn hóa
Vùng đất có những nét văn hoá riêng, đặc sắc với 4 dân tộc cùng sinh sống gồm người Thái, Đan Lai (Thổ), Kinh và Hoa. Tuy khác nhau về trình độ, cách thức sản xuất, sinh hoạt, nhưng các dân tộc luôn đoàn kết.
Mỗi xã đều có trường mầm non, trung học cơ sở, nâng tổng số lên 57 trường. Chất lượng giáo dục được cải thiện với tỷ lệ học sinh tốt nghiệp các cấp đạt trung bình trên 90%. Đến năm 2003, toàn huyện có hơn 60% gia đình văn hoá, 111 bản Hương ước tiến bộ. Các phong trào như toàn dân đoàn kết xây dựng đời sống văn hoá, đấu tranh chống tệ nạn xã hội có nhiều chuyển biến tích cực.
Hang Thẩm Hoi là hang dạng karst ở chân dãy núi đá vôi ở cách bản Pha của xã Yên Khê huyện Con Cuông gần 1 km về hướng đông. Theo tiếng dân tộc Thái thẩm Hoi có nghĩa là "hang Ốc". Hang là một di chỉ khảo cổ được phát hiện năm 1967. Năm 1972 Viện Khảo cổ học Việt Nam tiến hành khai quật . Hiện vật thu được gồm các công cụ đồ đá, đồ gốm và mộ táng, nằm trong trầm tích bở rời chứa vỏ trai ốc nước ngọt. Các công cụ có đặc trưng của văn hóa Hòa Bình, ứng với giai đoạn sơ kỳ Đá mới (khoảng 15-5 Ka BP) .

## Giao thông
Con Cuông cũng gặp khó khăn về giao thông. Mọi giao thương với bên ngoài chủ yếu thông qua Quốc lộ 7. Do địa hình phức tạp, độ dốc cao nên việc thi công, nâng cấp và bảo vệ những hạng mục hạ tầng cơ sở còn gặp trở ngại lớn. Là huyện vùng cao, Con Cuông có 11/13 xã, thị trấn đang hưởng trợ cấp từ Chương trình 135.
Giao thông vận tải: Vận tải, xe khách theo chiều tuyến từ thành phố Vinh lên Tương Dương, Mường Xén hay Con Cuông đi thành phố Hồ Chí Minh,... đã góp phần giải quyết việc làm, tạo thu nhập cho một bộ phận người dân và mang lại giá trị kinh tế đáng kể cho vùng.